# Trésor de la place des Martyrs
Le Trésor de la place des Martyrs est un trésor monétaire de 385 pièces en argent, frappées à l'effigie des rois de la maison autrichienne des Habsbourg des XVIe et XVIIe siècles, découvert lors de fouilles archéologiques préventives réalisées entre 2013 et 2017 sur le site archéologique de la place des Martyrs, à la basse Casbah d'Alger, en Algérie.

## Découverte
Les fouilles ont été menées conjointement par le Centre national de recherche en archéologie (CNRA) et l'Institut national de recherches archéologiques préventives (INRAP). Elles ont permis d'exhumer un trésor monétaire de 385 pièces ainsi qu’un riche ensemble d'artefacts et vestiges archéologiques couvrant une large période historique. Les découvertes font l'objet d’une conservation attentive et font partie d'un projet de valorisation incluant la création d’un futur musée sur place, dans le cadre de la construction de la station de métro,.

## Constitution
Le trésor monétaire découvert est contenu dans un vase en céramique vernissée, renfermant un ensemble de 385 pièces de monnaie en argent. Ces pièces sont des monnaies espagnoles émises entre 1562 et 1630 sous les règnes de Philippe II, Philippe III et Philippe IV, rois d’Espagne, appartenant à la dynastie autrichienne des Habsbourg,.
Le lot se compose principalement de réaux espagnols répartis comme suit :  
- 255 pièces de huit réaux ;
- 88 pièces de quatre réaux ;
- 42 pièces de deux réaux.

Toutes ces monnaies ont pour type unique le droit frappé d'un écu couronné tandis que le revers montre un champ écartelé aux armes de Castille et Léon, entouré par un double octolobe. Plusieurs ateliers monétaires espagnols et sud-américains sont représentés, avec certaines variantes rares de légendes et d’émissions.  
La qualité des frappes est variable, si quelques exemplaires présentent des gravures soignées, la majorité comporte des coins grossiers, des surfrappes multiples, des découpes irrégulières, et un martelage parfois excessif. Ce phénomène témoigne des techniques de frappe et de la réalité économique et militaire de l'époque.  
Le poids total en argent est d’environ 8 384,69 grammes, avec une valeur libératoire officielle de 2 476 réaux et une valeur théorique proche (2 442 réaux), indiquant un contrôle rigoureux de la masse monétaire malgré les imperfections des frappes.
Les monnaies incluent des frappes issues de plusieurs ateliers notables. Parmi les ateliers les plus représentés figurent ceux de Séville, Tolède, Madrid, Grenade, Ségovie, Santa Fe de Bogota, Lima, Burgos, Saragosse, Potosí et Mexico,,.
La classification des monnaies selon leur valeur faciale est, :
| Valeur faciale        | Nombre estimé | Observations                                                           |
| --------------------- | ------------- | ---------------------------------------------------------------------- |
| 8 réaux               | 145           | Pièce la plus courante du trésor ; en argent massif, large circulation |
| 4 réaux               | 97            | Plus rares, souvent moins bien conservées                              |
| 2 réaux               | 88            | Petites pièces de transactions courantes                               |
| 1 réal                | 40            | Frappes locales et usées                                               |
| Divers non identifiés | 15            | Monnaies illisibles ou fragmentaires                                   |

Cette répartition témoigne de l'usage combiné de grosses pièces de commerce international et de monnaies de faible valeur pour les transactions ordinaires. La forte proportion de pièces de 8 réaux confirme le statut économique élevé du détenteur du trésor, ainsi que l'intégration d'Alger dans les circuits commerciaux hispano-méditerranéens.

## Interprétation historique
Les circonstances exactes de l'enfouissement du trésor demeurent obscures, mais les spécialistes s’accordent à le situer dans un contexte de crise économique, politique et sociale ayant affecté la régence d’Alger. 
Située dans la basse Casbah d'Alger, classée au patrimoine mondial de l'humanité par l'UNESCO depuis 1992, la Place des Martyrs a traversé plusieurs périodes historiques, notamment aux XVIe et XVIIe siècles, durant l'époque de la régence d'Alger. À quelques centaines de mètres de là se trouve l'amirauté d'Alger, centre névralgique du pouvoir maritime de la régence. Cette période se distingue aussi par d'intenses échanges commerciaux avec l'Espagne et d’autres puissances européennes. Le trésor mis au jour témoigne de ces dynamiques politico-économiques méditerranéennes et de la circulation monétaire entre les différentes autorités en présence.
L'étude du dépôt suggère un enfouissement unique, malgré la diversité chronologique des monnaies. Cette simultanéité est appuyée par l'organisation du contenu du vase et l'absence de perturbation ou de remaniement postérieur. La variété des dates reflète simplement une accumulation progressive avant le geste d'enfouissement, ce qui laisse penser qu’il s’agissait d’un dépôt privé constitué par une famille riche ou du capital d'un marchand de haut rang. Le geste de dissimulation répondrait à un besoin de protection face à une situation perçue comme instable ou menaçante.